# Virenium

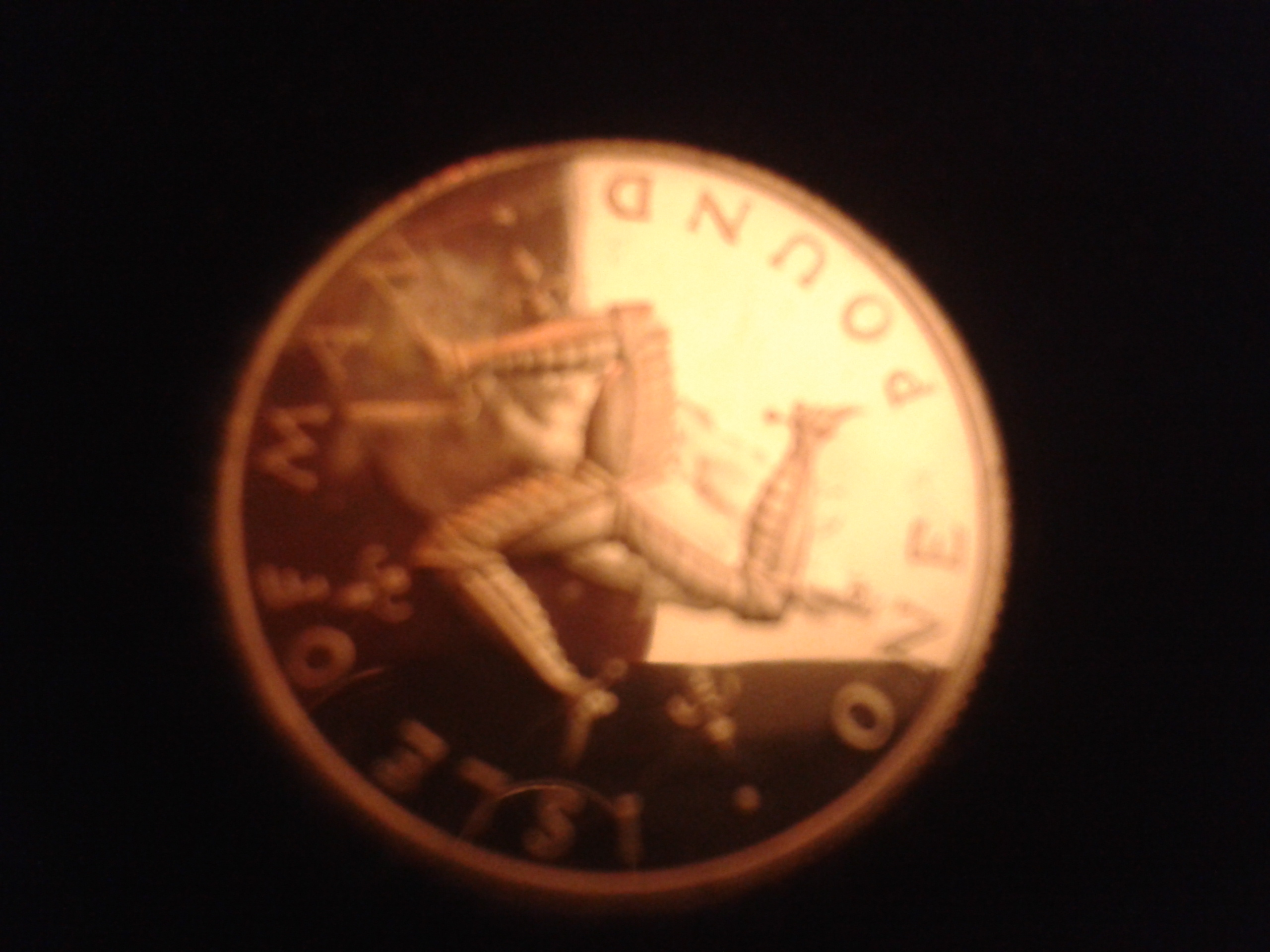
1 Isle-of-Man-Pfund aus Virenium

Virenium ist eine patentierte Legierung, die für Münzen verwendet wird. Es wurde in der privaten englischen Pobjoy Mint für Prägungen der Isle of Man entwickelt und erstmals 1978 eingesetzt. Es handelt sich um Neusilber-Legierungen aus 70 % Kupfer, 24,5 % Zink und 5,5 % Nickel oder 81 % Kupfer, 10 % Zink und 9 % Nickel. Der Name wurde dem Metall zu ehren der Ehefrau des Besitzers der Pobjoy Mint, Verena Pobjoy, verliehen.